# Кавказский институт минерального сырья
Кавказский институт минерального сырья имени А. А. Твалчрелидзе — научно-исследовательское подразделение Тбилисского государственного университета имени Иване Джавахишвили.

## История
1 февраля 1929 года по инициативе профессора А. А. Твалчрелидзе на базе лаборатории Тбилисского государственного университета был создан Закавказский филиал Института прикладной минералогии и металлургии, впоследствии переименованного во Всесоюзный институт минерального сырья (ВИМС). Первоначальной целью создания являлось изучение гумбрина — бентонитовой глины, крупное месторождение которой было открыто А. А. Твалчрелидзе в 1923 году в районе города Кутаиси (село Гумбриа), а потом и в районе города Махарадзе (село Аскана). Внедрение в производство собственных глин должно было позволить отказаться от импорта флоридина из США.
После Великой Отечественной войны Закавказский филиал ВИМС был преобразован в Кавказский институт минерального сырья и окончательно расположился в здании № 85 по улице Палиашвили в Тбилиси.
В 1969 году институту было присвоено имя А. А. Твалчрелидзе.
По состоянию на 1984 год имел статус научно-исследовательского института Министерства геологии СССР, располагался в Тбилиси.
17 октября 2007 года приказом Министра образования и науки Республики Грузия был утверждён очередной Устав института.
10 сентября 2010 года Правительством Республики Грузия было издано постановление № 274 о преобразовании юридического лица публичного права «Кавказский институт минерального сырья» путём его присоединения к Тбилисскому государственному университету имени Иване Джавахишвили в качестве самостоятельного структурного научного подразделения.
1 мая 2017 года Учёный совет Тбилисского государственного университета имени Иване Джавахишвили принял постановление № 41/2017, которым утвердил Устав самостоятельного научного подразделения университета — Кавказского института минерального сырья имени А. А. Твалчрелидзе.
По состоянию на 2022 год институт располагался по адресу: 0186, Республика Грузия, Тбилиси, ул. Миндели, 11.

## Основные научные направления
По состоянию на 1984 год основными научными направлениями деятельности института являлись изотопно-геохронологические исследования; изучение закономерностей размещения месторождений бентонитов, горючих ископаемых, диатомитов, керамического и стекольного сырья, марганца, подземных вод, руд цветных металлов и их прогнозная оценка; изучение лито- и рудогенеза; изучение региональной геологии Кавказа; разработка способов обогащения (в том числе микробиологического) твёрдых полезных ископаемых; разработка способов переработки твёрдых полезных ископаемых; синтез минералов; экономика геологоразведочных работ; экономика минерального сырья.
По состоянию на 2022 год основными научными направлениями деятельности института являлись выявление закономерностей распространения неметаллических и металлических полезных ископаемых, горючих ископаемых, поиск месторождений, их геолого-экономическая оценка, подготовка инвестиционных проектов; выявление полезных компонентов техногенных накоплений, оценка возможности их применения в качестве нетрадиционного сырья; геолого-геофизические исследования геолого-тектонического строения отдельных регионов; инженерно-геологические изыскания и исследования текущих геодинамических процессов для строительных проектов; исследования нерудных минеральных материалов, а также изделий из них; оценка их соответствия действующим стандартам; наблюдения за экологией подземных и поверхностных вод; обнаружение и изучение подземных водных горизонтов в целях снабжения (обеспечения) населенных пунктов технической и хозяйственной водой; оценка минерального сырья с технологической точки зрения, выбор способов его обогащения и определение возможных сфер его применения; проведение химического анализа минерального сырья, а также продуктов его обработки — природных, сточных и оросительных вод, почв, минеральных удобрений; оценка степени техногенного загрязнения и другие экологические исследования процессов добывания минеральных ресурсов.

## Структура
По состоянию на 1984 год в состав института входили геологический музей, геолого-методическая экспедиция, 14 лабораторий, опытно-технологическая база, 9 отделов и 11 секторов.
По состоянию на 2022 год в состав института входили 8 научно-исследовательских отделов, в которых работали 7 привлечённых молодых специалистов из Тбилисского технического университета и Тбилисского государственного университета, 4 инженера, 27 ведущих инженеров, 28 научных сотрудников, 16 старших научных сотрудников и 12 главных научных сотрудников.

## Руководство
Директора института
- 1 февраля 1929 — июль 1957 — Александр Антонович Твалчрелидзе;
- июль 1957—1970 — Г. А. Кометиани;
- 1970—1977 — Н. Г. Гомелаури;
- 1977—2001 — Т. В. Джанелидзе;
- 2001—2003 — Т. Д. Спарсиашвили;
- 2003—2006 — Д. В. Аревадзе;
- 2006—н. в. — Р. Ю. Кваташидзе (до 2007 — и. о.).

Председателем Учёного совета по состоянию на 2022 год являлся доктор инженерии Нестан Гегия.

## Периодические издания
Начиная с 1958 года, с некоторыми перерывами институтом издавались сборники трудов с периодичностью 1-2 выпуска в год.